# 4357 Korinthos
4357 Korinthos је астероид главног астероидног појаса чија средња удаљеност од Сунца износи 3,006 астрономских јединица (АЈ).
Апсолутна магнитуда астероида је 11,7.